# Danh sách vua và nữ hoàng chư hầu của La Mã
Dưới đây là danh sách các vua chư hầu La Mã cổ đại, sắp xếp theo giới tính và quốc gia và năm tại vị.

## Vua

### Pharos
- Demetrius của Pharos kh. 222- 219 TCN[1]

### Vương quốc Bosporos
- Mithridates I của Bosporos 47-44 TCN
- Asander (vua Bosporos) 47-17 TCN
- Scribonius 17-16 TCN
- Polemon I của Pontus 16-8 TCN[2]
- Tiberius Julius Aspurgus 8 TCN-38
- Tiberius Julius Cotys I và Tiberius Julius Mithridates 38-44
- Tiberius Julius Mithridates 44-45
- Tiberius Julius Cotys I 45-63
- Tiberius Julius Rhescuporis I 63
- Tiberius Julius Rhescuporis I 68-90
- Tiberius Julius Sauromates I 90-123
- Tiberius Julius Cotys II 123-132
- Tiberius Julius Rhoemetalces 132-153
- Tiberius Julius Eupator 153-174
- Tiberius Julius Sauromates III 227-229
- Tiberius Julius Sauromates III và Tiberius Julius Cotys III 229-232
- Tiberius Julius Cotys III và Tiberius Julius Sauromates III 229-232
- Tiberius Julius Cotys III và Tiberius Julius Rhescuporis IV 232-235
- Tiberius Julius Cotys III và Tiberius Julius Ininthimeus 235-240
- Tiberius Julius Rhescuporis V kh. 240-253
- Tiberius Julius Rhescuporis V và Tiberius Julius Pharsanzes kh. 253–254
- Tiberius Julius Rhescuporis V kh. 254-258
- Tiberius Julius Rhescuporis V và Tiberius Julius Synges kh. 258-276
- Tiberius Julius Rhescuporis V và Tiberius Julius Teiranes kh. 275-276
- Tiberius Julius Teiranes và Tiberius Julius Sauromates IV kh. 276
- Tiberius Julius Teiranes kh. 276-279
- Tiberius Julius Teiranes và Tiberius Julius Theothorses 278-279
- Tiberius Julius Theothorses 279-303
- Tiberius Julius Theothorses and Tiberius Julius Rhescuporis VI 303-308
- Tiberius Julius Rhescuporis VI 308-342

### Vương quốc Odrysia/Người Sapaea
- Cotys III (Sapaean) và Rhescuporis II kh. 12-18
- Rhoemetalces II kh. 19-36
- Rhoemetalces III kh. 38-46

### Vương quốc Pontus
- Polemon II của Pontus

### Vương quốc Emesa
- Gaius Julius Fabia Sampsiceramus III Silas
- Gaius Julius Alexio
- Aristobulus Minor

### Vương quốc Herodos
- Herodos Vĩ đại 37-4 BC[3][4][5]
- Herod Antipas 4BC-39AD

### Vương quốc Mauretania
- Ptolemaios của Mauretania

### Vương quốc Numidia
- Juba II[6]

### Vương quốc Chalcis
- Herod của Chalcis 41-48
- Herod Agrippa II 48-53
- Aristobulus của Chalcis 53-???

### Vương quốc Commagene
- Antiochus IV của Commagene 38–72

### Vương quốc Armenia
- Artaxias II 33-20 BC
- Tigranes III 20-10 BC
- Tigranes IV 10-5 BC
- Ariobarzanes II của Atropatene 2 TCN - 4
- Artavasdes III của Armenia 4-6
- Tigranes V của Armenia 6-12
- Artaxias III 18-35
- Arsaces I của Armenia 35
- Orodes của Armenia 35
- Mithridates của Armenia 35-37
- Orodes của Armenia 37-42
- Mithridates của Armenia 42-51
- Tiridates I của Armenia 52–58
- Tigranes VI của Armenia ???-???
- Axidares của Armenia 110-113
- Parthamasiris của Armenia 113-114
- Vologases III của Parthia 117-144
- Sohaemus của Armenia 144-161
- Bakur 161-164
- Sohaemus của Armenia 164-186
- Khosrov I của Armenia 198-217
- Tiridates II của Armenia 217-252
- Khosrov III của Armenia 330-339
- Tiran của Armenia 339-350
- Arshak II 350-368
- Pap của Armenia 370-374
- Varazdat 374-378
- Arshak III và Vologases của Armenia 378-386
- Arshak III 387

### Vương quốc Cilicia
- Archelaus of Cilicia 17-38
- Antiochus IV of Commagene 38- kh. 72

### Vương quốc Cappadocia
- Ariobarzanes III of Cappadocia 51-42 TCN
- Ariarathes X of Cappadocia 42-36 TCN
- Archelaus of Cappadocia 36 TCN- 14[7]

### Parthia
- Parthamaspates of Parthia 116-???

### Các bộ lạc Breton

#### Regni
Tiberius Claudius Cogidubnus

#### Trinovantes
Cunobeline 9-35

## Nữ hoàng

### Vương quốc Bosporus
- Gepaepyris
- Dynamis

### Vương quốc Odrysia
- Pythodoris II
- Antonia Tryphaena

### Vương quốc Judea
- Mariamne I
- Berenice (con gái của Herod Agrippa)

### Vương quốc Mauretania
- Julia Urania